# 中原光家
中原 光家 （なかはら の みついえ、生没年不詳）は、鎌倉時代初期の官僚。通称小忠太。養子に中原光資。

## 略歴
流人時代から頼朝に仕え、以仁王の挙兵を受けての頼朝の挙兵にあたり、昔からの源家累代の家人を集めるため安達盛長の副使として派遣された。石橋山の戦いにも従軍した。頼朝の妾である亀の前を小坪の自邸に預かった。政所知家事として公事に携わり、しばしば頼朝の使節を務めており、文治2年（1186年）に京都への使者も務めた。